# (11249) Etna
(11249) Etna est un astéroïde de la ceinture principale.

## Description
(11249) Etna est un astéroïde de la ceinture principale. Il fut découvert par Cornelis Johannes van Houten, Ingrid van Houten-Groeneveld et Tom Gehrels le 24 mars 1971 à l'observatoire Palomar. Il présente une orbite caractérisée par un demi-grand axe de 3,955 UA, une excentricité de 0,194 et une inclinaison de 14,435° par rapport à l'écliptique.
Il fut nommé en hommage à l'Etna, volcan sicilien qui culmine à 3350 mètres au-dessus de la ville de Catane. Sa dernière éruption date de 2003, ses éruptions sont connues depuis l'antiquité.

## Compléments